# Монтойя Саласар, Рамон
Рамо́н Монто́йя Саласа́р (старший) (исп. Ramón Montoya Salazar, 2 ноября 1880, Испания — 20 июля 1949) — испанский гитарист и композитор фламенко цыганской национальности. Известен особой манерой игры, дающей «бархатный звук», и основанием традиции сольных концертов с гитарой в среде исполнителей фламенко.

## Биография
Рамон родился в семье мадридских цыган-кале, торговцев скотом. Саласар-отец был также токаором-любителем.
По неизвестным причинам, его отец категорически отказывался учить сына игре на гитаре и запирался для упражнений в спальне. Маленький Рамон подкрадывался к двери и часами слушал музыку. Впрочем, оградить мальчика от исполнения фламенко во дворе, полном цыганских подростков с гитарами на плече, было нереально. В конце концов стало очевидным, что Рамон растёт гитаристом, и гитаристом хорошим. Первую гитару он купил на свою долю семейной прибыли ещё подростком. В 14 лет юношу взял в ученичество токаор Эль Каньито, и Рамон стал с наставником выступать в кафе.
Благодаря мастерству Рамона Монтойи игра на гитаре, прежде рассматривавшаяся только как дополнение к вокальному или танцевальному исполнению фламенко, стала признаваться самостоятельным и самодостаточным искусством. К 1910 году эта идея укрепилась настолько, что Монтойя решился записать сольный альбом. Этот поступок увеличил его популярность, которая теперь вырвалась далеко за границы Мадрида и даже Испании. Благодаря этому, Рамон Монтойя стал очень востребован и как аккомпаниатор (записывался с такими знаменитыми кантаорами своего времени, как Чакон, Хуан Брева, Пастора, Аурелио, Сеперо и др.), и как солист. Вплоть до Второй мировой войны после судьбоносной записи он разъезжал с гастролями по странам Европы и штатам США.
Рамон Монтойя Саласар считается основателем музыкальной династии Саласаров.